# Breite Straße (Braunschweig)
Die in Nord-Süd-Richtung verlaufende Breite Straße in der Innenstadt Braunschweigs verbindet den nördlich gelegenen Bäckerklint mit dem südlich angrenzenden Altstadtmarkt. Die ehemals durch Fachwerkhäuser und prachtvolle Barockfassaden geprägte Straße verlor durch die Zerstörungen während des Zweiten Weltkriegs und nachfolgende Umgestaltungen ihren ursprünglichen Charakter.

## Geschichte
Die im Weichbild der Altstadt verlaufende Breite Straße wurde 1231 als lata platea bezeichnet. Für das Jahr 1303 ist die Bezeichnung brede strate belegt. Das am südlichen Ende der Breiten Straße liegende Altstadtrathaus stellte bis 1393 nur ein einflügliges, von Süden nach Norden gerichtetes Gebäude dar. Es trat gegen die westliche Häuserflucht der Breiten Straße weit zurück, so dass deren Eingang eine beträchtliche, namensgebende Breite besaß, bevor am Altstadtrathaus der Vorbau mit den Laubengängen errichtet wurde. Bei der Gründung der Altstadt stellte die Breite Straße die einzige Straße dar, die zu beiden Seiten mit Wohnhäusern bebaut war. Die Grundstücke zogen sich bis zur Scharrn- und Gördelingerstraße durch. In der Breiten Straße befanden sich im Vergleich zur übrigen, durch Fachwerkbauten geprägten Braunschweiger Innenstadt vergleichsweise viele Steinbauten, was den Wohlstand der hier lebenden Bevölkerung widerspiegelte.

### Historische Bauten

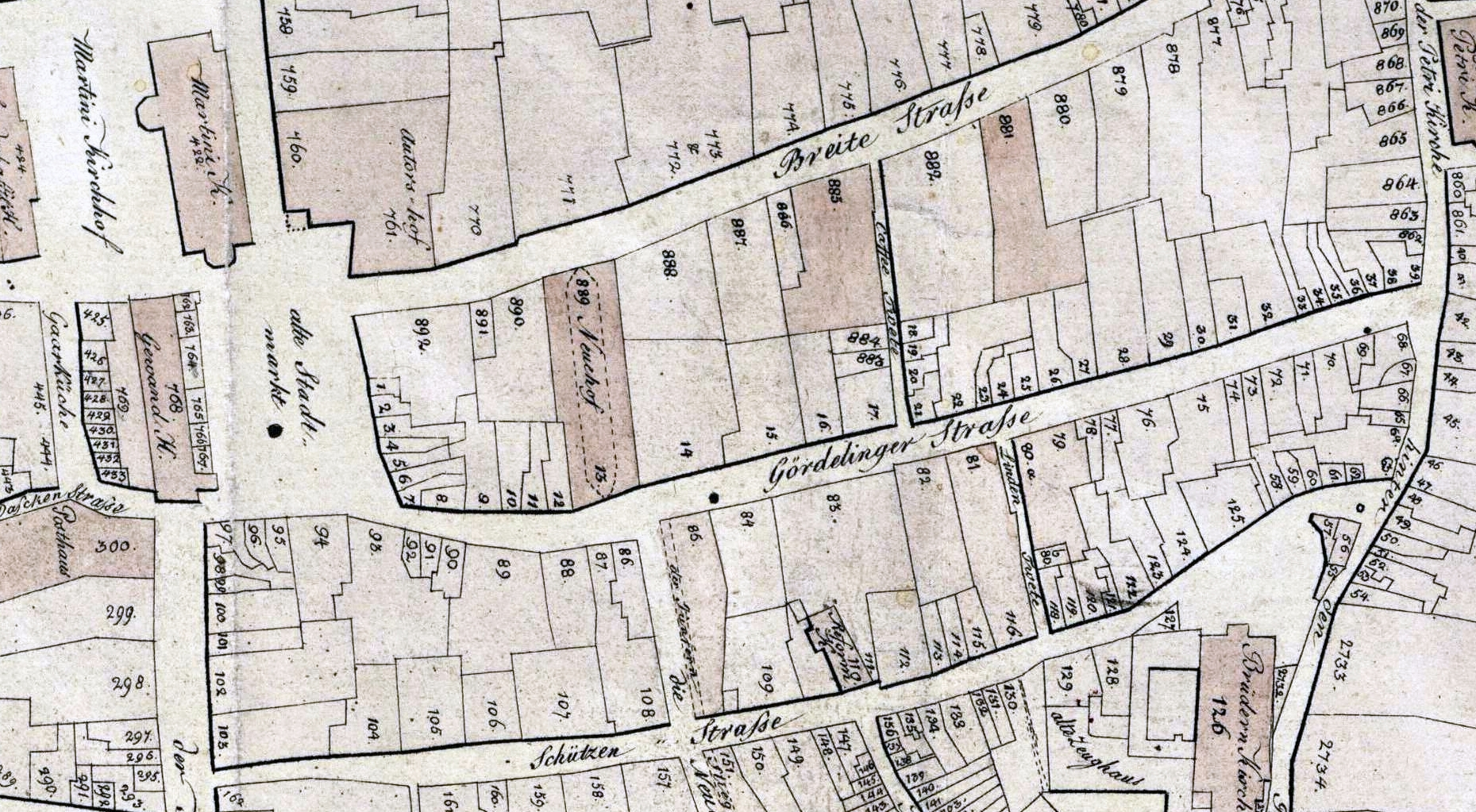
Ausschnitt aus dem Stadtplan von Friedrich Wilhelm Culemann aus dem Jahre 1798. Zu sehen: Etwas links vom Zentrum der Altstadtmarkt und rechts davon von oben nach unten die Breite Straße, Gördelingerstraße und Schützenstraße.

#### Autorshof
Der Autorshof wurde 1681 an der Nordseite des Altstadtrathauses errichtet und erhielt seinen Namen nach der Autor-Kapelle, die dort von 1380 bis 1679 stand und dem Stadtpatron St. Autor gewidmet war. Der Autorshof wurde zur Ausstellung und zum Verkauf von Mobiliar der Tischlerinnung während der Braunschweiger Messe genutzt. Im Jahre 1855 wurde es im Stil der Spätrenaissance durch Friedrich Maria Krahe umgebaut. Dabei wurde am Giebel das Wappen Herzog Rudolf Augusts (1627–1704), des Begründers der Braunschweiger Messe, angebracht. Im Zweiten Weltkrieg wurde das Gebäude teilweise zerstört. Es wurde unter Einbeziehung der erhalten gebliebenen Fassade in modernen Formen von 1983 bis 1984 neu errichtet. Heute nutzt die Stadt Braunschweig dieses Gebäude.

#### Stechinelli-Haus
An der Ostseite der Breiten Straße zum Altstadtmarkt hin stand 1368 de olde scrank, das städtische Zeughaus zur Aufbewahrung der großen Schusswaffen. Dieser Blidenschrank wurde später an den Martinikirchhof verlegt, der Name der alte Schrank blieb jedoch von 1386 bis in das 15. Jahrhundert hinein für das auf diesem Grundstück stehende Bürgerhaus in Gebrauch.
Der herzogliche Postunternehmer Francesco Maria Capellini, „Stechinelli“ genannt, ließ 1690 an der Stelle das Stechinelli-Haus erbauen. Im Erdgeschoss des Hauses befanden sich früher die ältesten Messegewölbe Braunschweigs. Das frühbarocke Portal des Gebäudes wurde wahrscheinlich bereits um 1630 an anderer Stelle geschaffen. Es zeigt Rundbögen mit Masken sowie Löwen- und Engelsköpfen, ionische Säulen und Obelisken. Im Jahre 1716 wurde das Gebäude von der Familie to der Horst erworben. Die schweren Zerstörungen während des Zweiten Weltkriegs überstand allein das Portal. Die Reste des erheblich beschädigten Hauses wurden detailgetreu wieder aufgebaut und das prächtige, vermutlich von Ulrich Stamm geschaffene Portal wieder eingefügt.

#### Wohnhaus (Breite Straße 2)
Das Haus mit der Assekuranznummer 771 wurde 1711/16 für den Klosterrat von Blume erbaut. Der Architekt ist nicht überliefert. Vorbesitzer im Jahre 1680 war der fürstliche Postmeister Hilmar Deichmann. Das Gebäude umschloss einen zweigeschossigen Steinbau aus dem Mittelalter, der im Jahre 1341 als Haus zur eisernen Tür urkundlich erwähnt wurde und eine Kemenate an der südlichen Grundstücksgrenze besaß. Ein Blatt des Kupferstechers Johann Georg Beck aus dem Jahr 1711 zeigt einen zweigeschossigen Steinbau mit zweitem Obergeschoss in Fachwerkbauweise aus der Zeit um 1500. Im Erdgeschoss befanden sich barocke Messegewölbe. Eine neuere Darstellung Becks aus dem Jahr 1716 stellt den vollständig barockisierten Zustand des Hauses mit steinernem zweiten Obergeschoss, elf Fensterachsen, zentriertem Eingangsportal und jeweils drei flankierenden Messegewölben dar. Das 1944 stark zerstörte Gebäude wurde nach Kriegsende abgebrochen.

#### Gymnasium Martino-Katharineum (Breite Straße 3–4)
Das heutige Martino-Katharineum hat seine Wurzeln in den 1415 gegründeten Lateinschulen Martineum und Katharineum. Nachdem 1745 beide Schulen zu Gymnasien wurden, folgte am 15. Januar 1828 die Gründung eines Gesamtgymnasiums, aus dem 1866 das Martino-Katharineum hervorging. Trotz dieses Zusammenschlusses bestand weiterhin eine räumliche Trennung, die erst durch den von Friedrich Maria Krahe geschaffenen Neubau des heutigen Schulgebäudes an der Breiten Straße beendet wurde. Seit dem 12. Oktober 1869 befindet sich das Gymnasium an dieser Stelle. Dem Bombenangriff auf Braunschweig am 15. Oktober 1944 fiel auch das Schulgebäude zum Opfer, das jedoch in der Zeit zwischen 1952 und 1955 wiederaufgebaut wurde. Das Martins-Portal wurde aus den Trümmern des ebenfalls zerstörten Gebäudes des alten „Martineums“ geborgen und 1953 in einen Neubau übernommen. Es dient seitdem als Eingang zur Aula. Am 28. November 1980 wurde der Anbau an der Breiten Straße 3–4 eröffnet.

#### Fachwerkhaus (Breite Straße 5)
Das Haus trug folgende Inschrift aus dem Jahr 1643:
GOT ALLEIN DIE EHR
DER KAN BESCHEREN MEHR
ANNO 1643 CLAES WARNEKEN

#### Wohnhaus (Breite Straße 9)
Der aufwendigste Barockbau der Breiten Straße mit der Assekuranznummer 779 wurde in den Jahren 1713 bis 1718 für den Kammerrat Franz Andreas Voigt nach einem Entwurf des Architekten Hermann Korb erbaut. An ein palaisartiges steinernes Vorderhaus schloss sich ein sich symmetrisch am Vorderhaus orientierendes, in Fachwerkbauweise errichtetes Hintergebäude an.
In dem Haus wohnte bis 1841 der Verleger George Westermann.
Das Gebäude wurde 1944 stark beschädigt. Die Ruine und die weitgehend erhaltene Fassade wurden 1947 abgerissen.

#### Der „Flohwinkel“ (Breite Straße 14)
Einige Häuser auf der Ostseite, am Übergang von der Breiten Straße zum Bäckerklint, wurden von ca. 1700 an bis zu ihrer vollständigen Zerstörung als „Flohwinkel“ bezeichnet und waren eine der Sehenswürdigkeiten der Stadt. Der Ursprung der Benennung „Flohwinkel“ ist unklar. Die Interpretation, der Name stamme z. B. aufgrund mangelhafter hygienischer Verhältnisse tatsächlich von den Flöhen, erscheint wenig plausibel. Die zutreffende Interpretation dürfte eine Anspielung auf die geringe Größe der Häuser bzw. die Enge der Bebauung gewesen sein sowie die Tatsache, dass die einzelnen Gebäude auf dieser Straßenseite stufenartige hervorstanden bzw. „hervorsprangen“.

#### Wohnhaus (Breite Straße 17)
Das Haus befand sich von 1542 bis 1568 im Besitz der Witwe des Matthias Berndes. Deren Tochter, Katharina Berndes, heiratete Peter Linde, dessen Familie in der Folge als Hausbesitzer auftrat. Das Ehepaar brachte am Gebäude die Wappenschilde mit den Initialen P L und C B an. Auf dem Türsturz des linken Hofgebäudes befand sich folgende Inschrift:
ANNO 1573 DES DIENS/TAGS NACH TRINITATIS HAT / PETER LINDEN VND HVSFRVVE / CHATRINA BERNDES DVT / HVS GEBVWET

#### „Hôtel d'Angleterre“ und „Großer Club“ (Breite Straße 18)

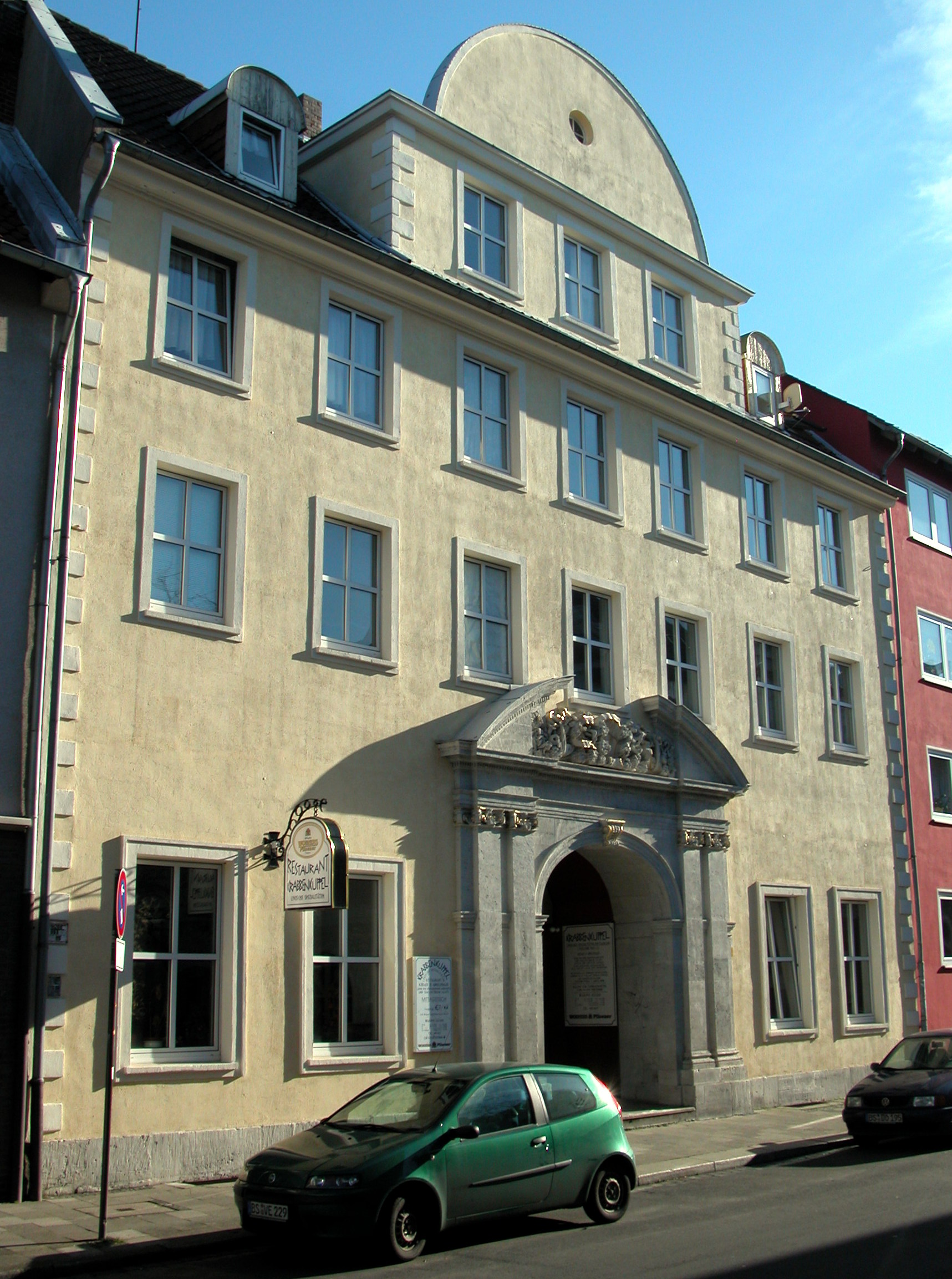
Breite Straße 18

Der Massivbau mit der Assekuranznummer 881 wurde 1713 für den Weinhändler Johann Fritz Rönckendorff erbaut. Der Architekt ist nicht bekannt. Das dreigeschossige Gebäude besaß eine steinerne Fassade mit sieben Fensterachsen. Der als Gasthof genutzte Bau trug den Namen Zur Traube, worauf Trauben und Weinlaub über dem Portal hinwiesen. Im Jahre 1745 erfolgte die Umbenennung in Hôtel d'Angleterre. In dem 1778 umgebauten Hotel traf sich ab 1780 der „Große Club“, ein geselliger Treffpunkt für Adel, Militär, Gelehrte und Kaufleute, zu dessen frühen Mitgliedern Gotthold Ephraim Lessing und Johann Anton Leisewitz zählten. Im Lesezimmer des Clubs lagen historisch-politische Journale und Zeitungen aus. Die reichhaltige Bibliothek gelangte nach Auflösung des Clubs im Jahre 1920 in den Besitz der Stadtbibliothek Braunschweig. Im Hôtel d'Angleterre befand sich ein Theater, das ab 1866 ein breites Programm aus heiteren Stücken und derben Possen bereithielt. Aufgeführt wurden diese von einheimischen und auswärtigen Schauspielergruppen. Im Jahre 1942 wurde eine Operettenbühne im Grotrian-Steinweg-Saal eröffnet. Das 1944 stark zerstörte Gebäude wurde nach Kriegsende abgebrochen. Der Wiederaufbau erfolgte in Anlehnung an den ursprünglichen Zustand. Das reich gestaltete Portal blieb erhalten.

#### Kaffeehaus Wegener (Breite Straße 20)
Braunschweigs erstes Kaffeehaus wurde 1714 von Franz Heinrich Wegener († 1745) gegründet. Es befand sich seit 1720 an der Breiten Straße 20 und wurde 1766 vergrößert. In der Folge wurde ein Ballhaus errichtet. Unterhaltung boten Aufführungen von Theatergruppen, musikalische Darbietungen und Auktionen sowie Billardtische und eine Kegelbahn. Konkurrenz erwuchs dem Großen Kaffeehaus in den 1770er Jahren durch das benachbarte Hôtel d'Angleterre.
Nach dem Kaffeehaus Wegener wurde seit 1758 die östlich von der Breiten Straße abgehende Caffeestraße, nachfolgend bis heute Kaffeetwete, benannt. Der vormalige, seit 1420 belegte Name, lautete Glümertwete nach einem an dieser Gasse liegenden Haus der Familie Glümer.

#### Wohn- und Messehaus (Breite Straße 22)
Der dreigeschossige Massivbau mit der Assekuranznummer 887 wurde im Zeitraum 1710/1720 errichtet. Der Architekt ist unbekannt, doch zeigen sich Einflüsse Hermann Korbs. Das Haus wies sieben Fensterachsen, eine symmetrische Steinfassade, ein drei Fensterachsen breites Zwerchhaus und ein Mansarddach auf.
Das Gebäude wurde 1944 zerstört. Nach dem Abbruch der Ruine wurde das Erdgeschoss in Anlehnung an das ursprüngliche Erscheinungsbild wieder aufgebaut.

#### Kemenaten
In der Breiten Straße besaß eine hohe Zahl der Gebäude eine Kemenate, d. h. einen steinernen, mit einem Kamin (lateinisch caminus) beheizbaren Raum. Seit dem 13. Jahrhundert dienten derartige, meist im hinteren Grundstücksteil eines Fachwerkhauses errichtete Bauten zur Verwahrung wertvollen Besitzes und vor allem als baulicher Brandschutz. Karl Steinacker nennt in seinem Aufsatz 14 Kemenaten in der Breiten Straße, wovon im Jahre 1936 noch zehn Stück in wesentlichen Teilen erhalten waren. Diese wurden während des Zweiten Weltkriegs zerstört. Aufgrund des teuren Baumaterials waren Kemenaten den wohlhabenderen Bevölkerungsschichten, d. h. dem Patriziat, der Stiftsgeistlichkeit und dem Adel vorbehalten.

### Heutige Bebauung

#### Reprografiebetrieb Eugen Schwendowius (Breite Straße 16)
Am 14. April 1986 beging der reprografische Betrieb Eugen Schwendowius, Breite Straße 16, sein 150-jähriges Bestehen. Es zählte damit zu den ältesten Reprografiebetrieben Deutschlands. Zum Jahresbeginn 2021 stellte das Unternehmen den Betrieb ein.

#### Buchhandlung Benno Goeritz (Breite Straße 20)
Die Buchhandlung Benno Goeritz in der Breiten Straße 20 feierte am 15. Februar 1970 ihr 100-jähriges Bestehen. Eine Buchhandlung Goeritz wird im Braunschweiger Adressbuch von 1878 genannt. Der Firmenname lautete ab 1882 „Goeritz und zu Putlitz“. Alleiniger Inhaber war seit 1887 Benno Goeritz, der 1890 die 1870 gegründete Buchhandlung „Häring und Co.“ übernahm. Im Jahre 1923 wurde die Firma von Walter Hallensleben gekauft, der das Geschäft trotz Zerstörung des Ladens 1944 weiterführte. Die Buchhandlung wurde 1957 von Horst Hallensleben geführt, seit 1989 zusammen mit seinem Sohn Stefan. Bei Goeritz wurde im 19. und 20. Jahrhundert auch Braunschweig-Literatur verlegt.

## Impressionen

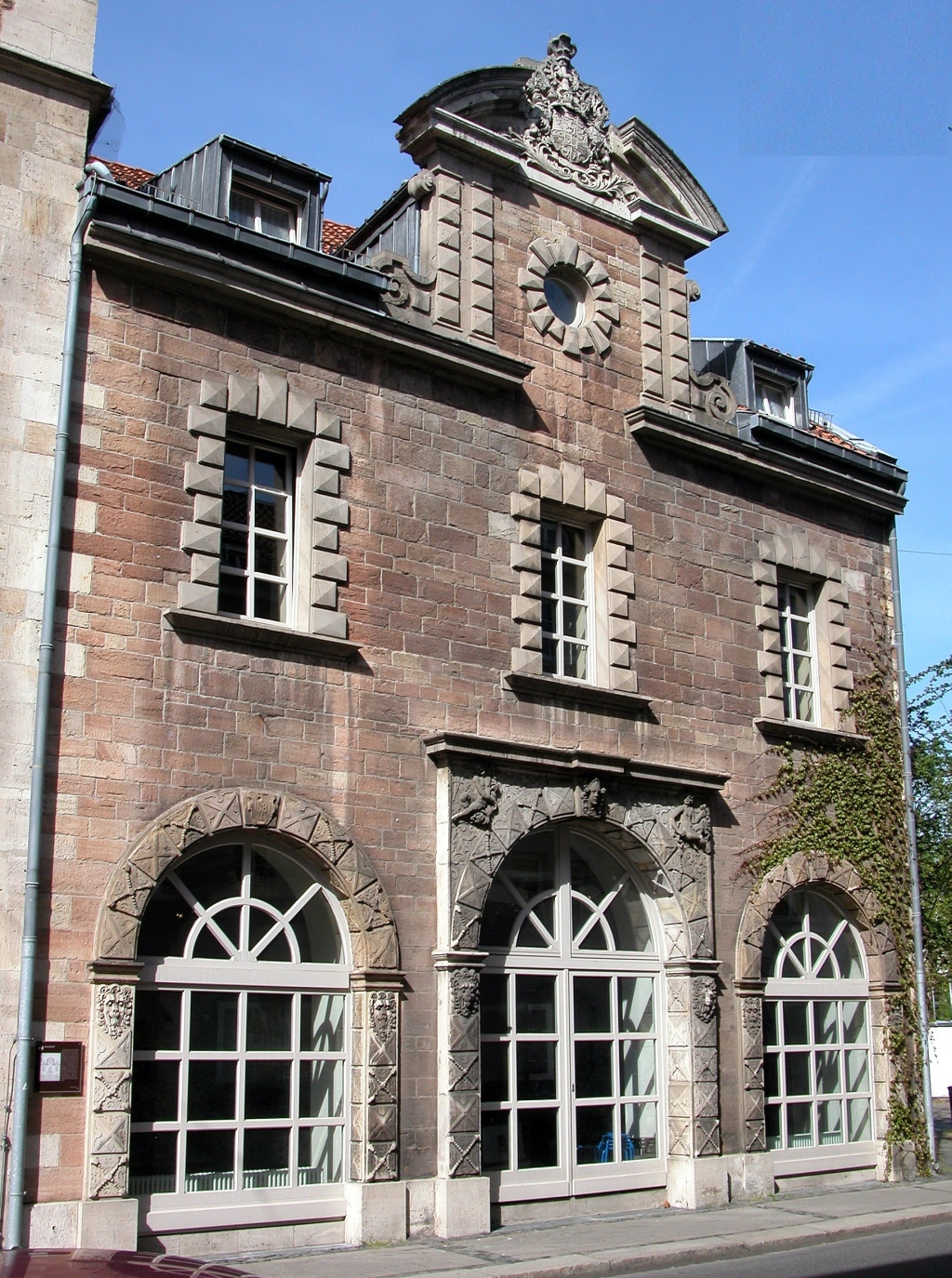
Autorshof von 1681
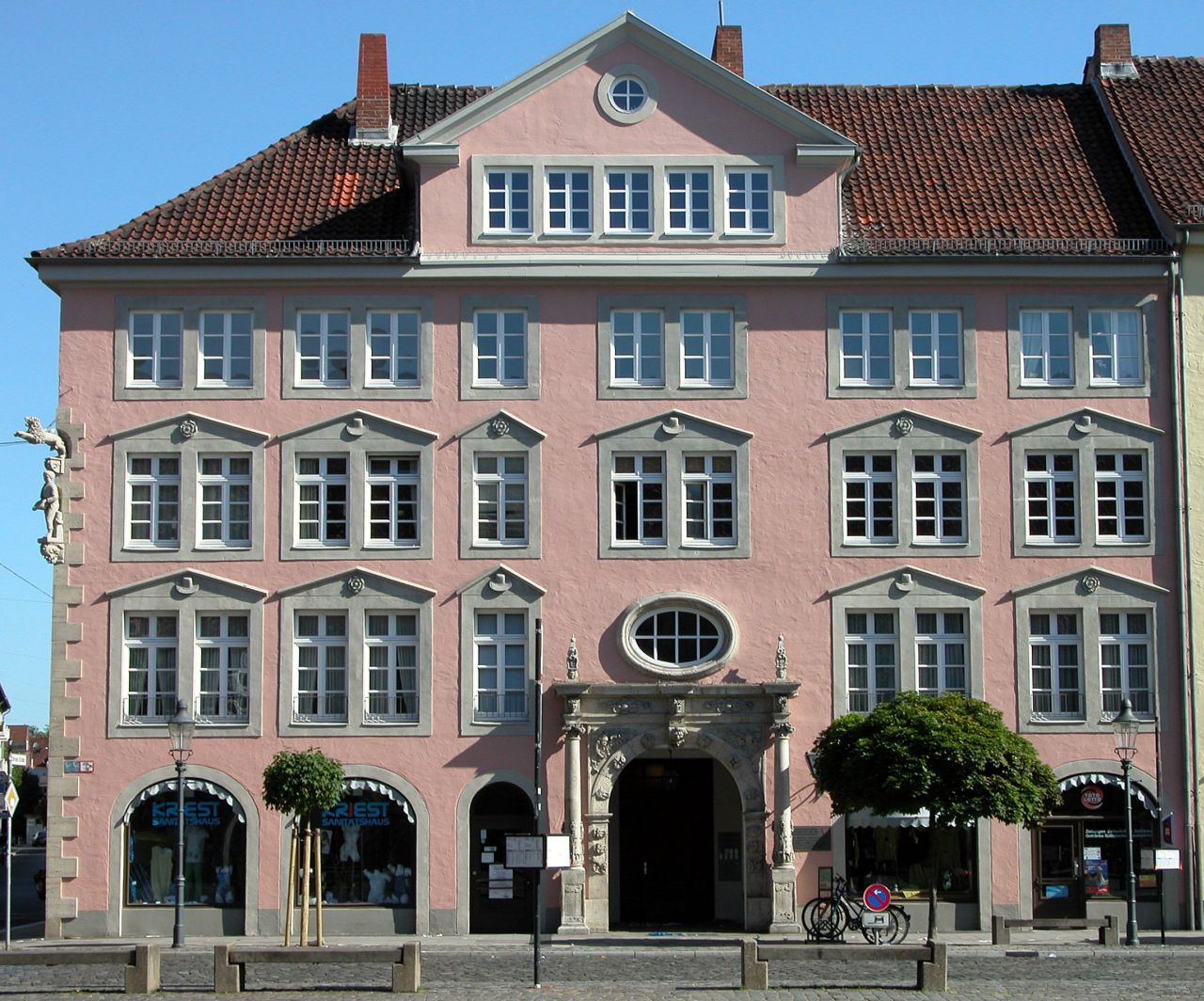
Frontansicht des Stechinelli-Hauses am Altstadtmarkt; links befindet sich das südliche Ende der Breiten Straße.
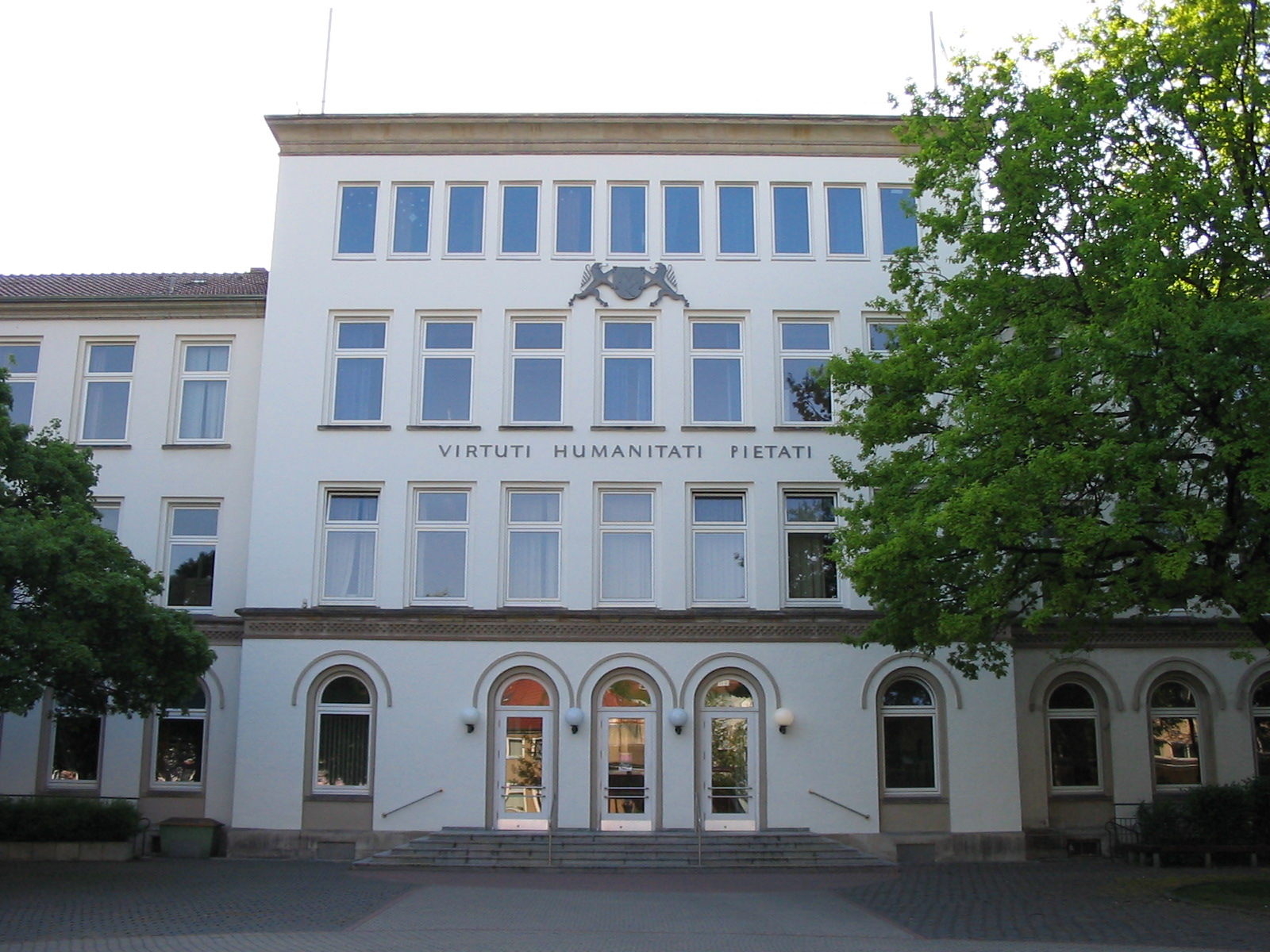
Hauptgebäude des Martino-Katharineums
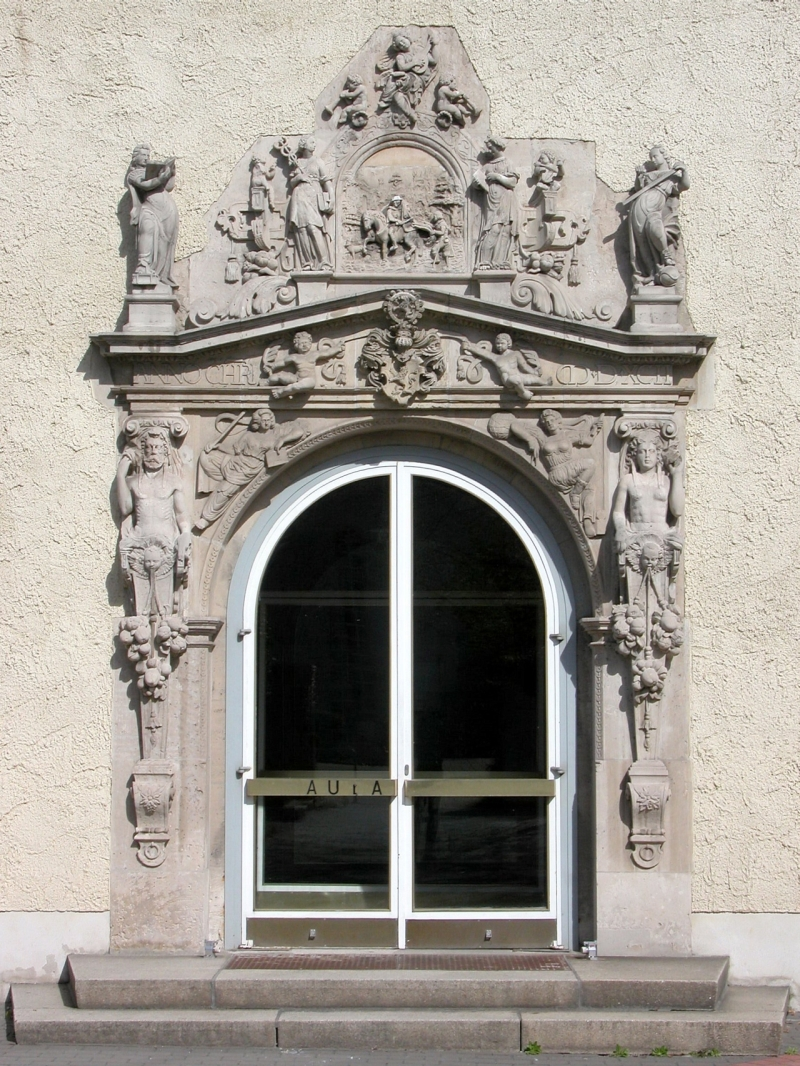
Das Martins-Portal des Martineums, heute der Eingang zur Aula.
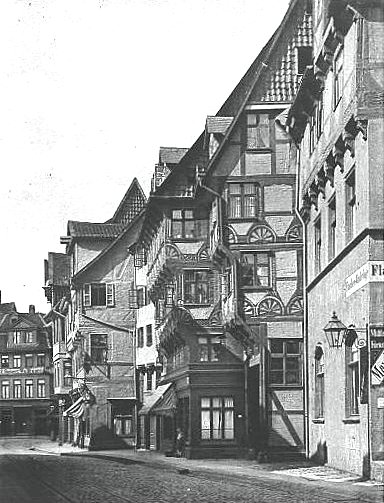
Blick von der Breiten Straße Richtung Norden, der Flohwinkel befindet sich rechts (um 1894).
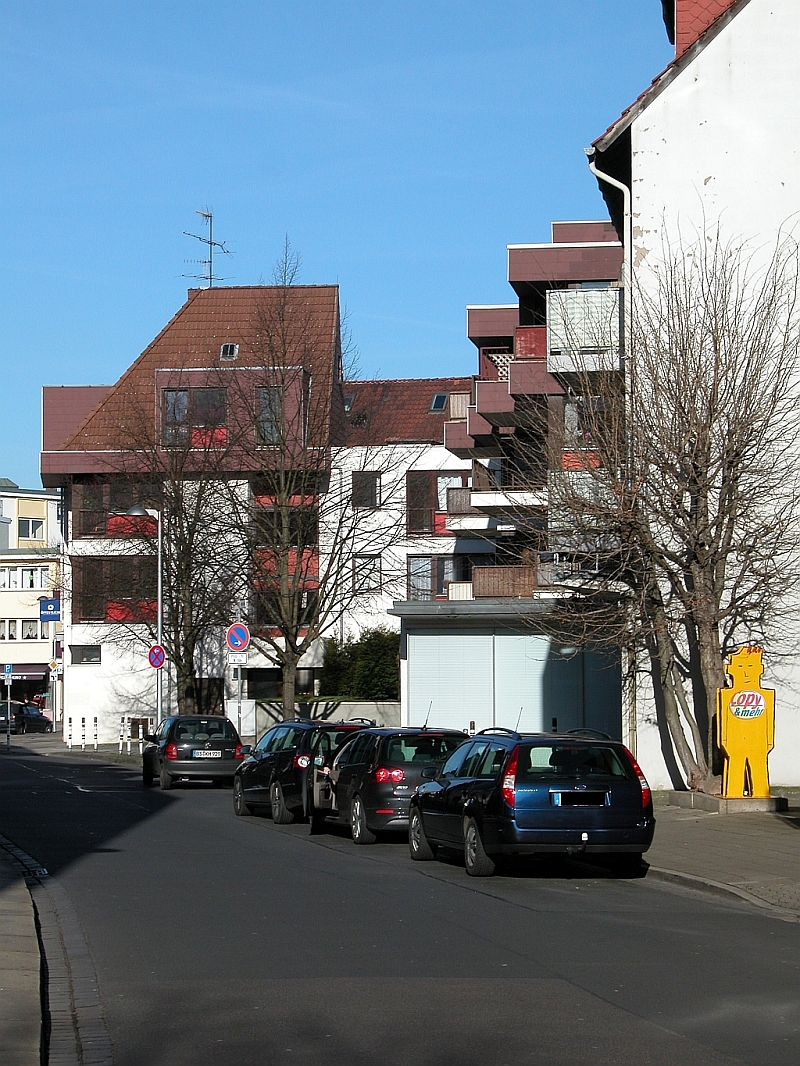
Blick von der Breiten Straße Richtung Bäckerklint: Der ehemalige „Flohwinkel“ 2008
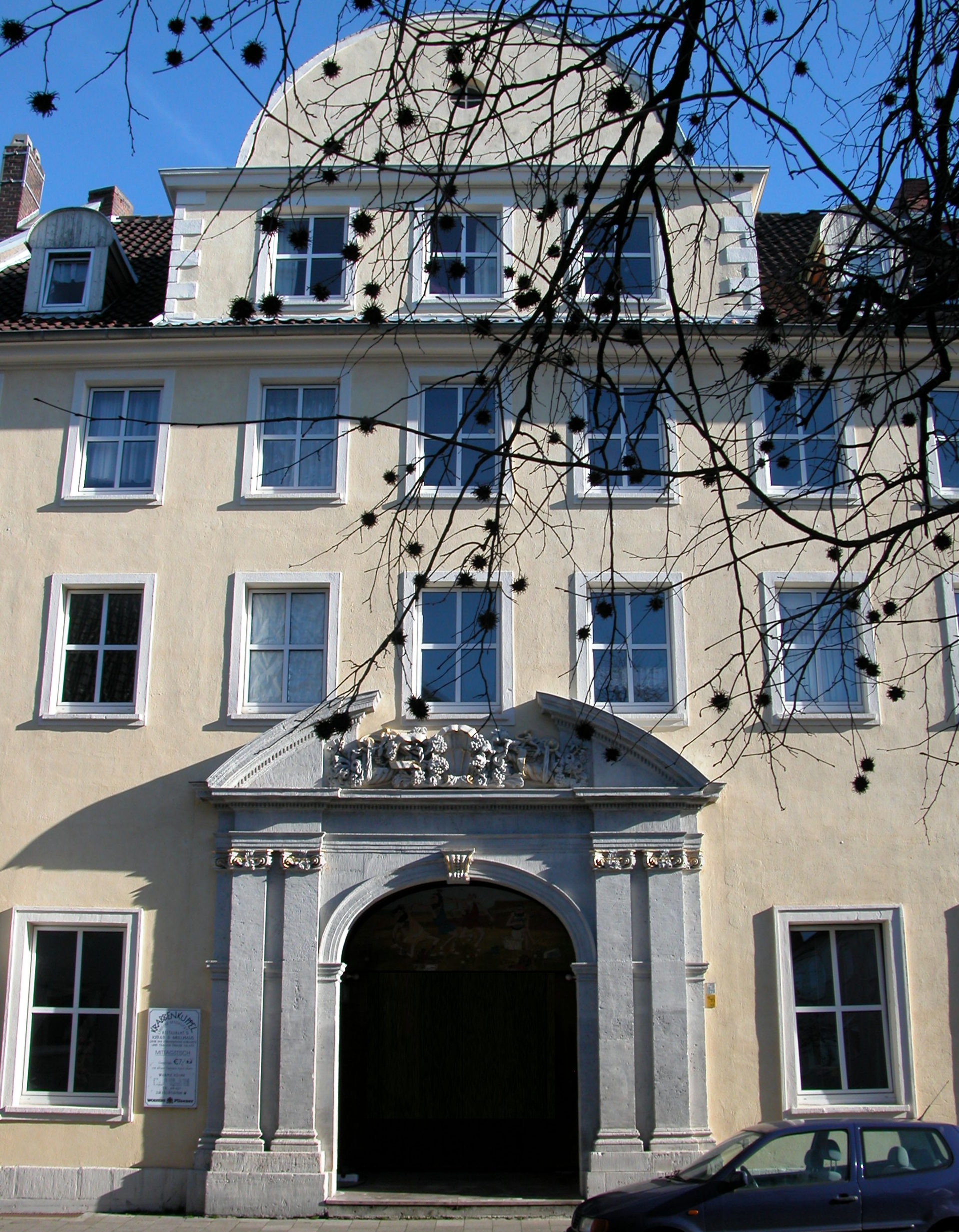
Breite Straße 18
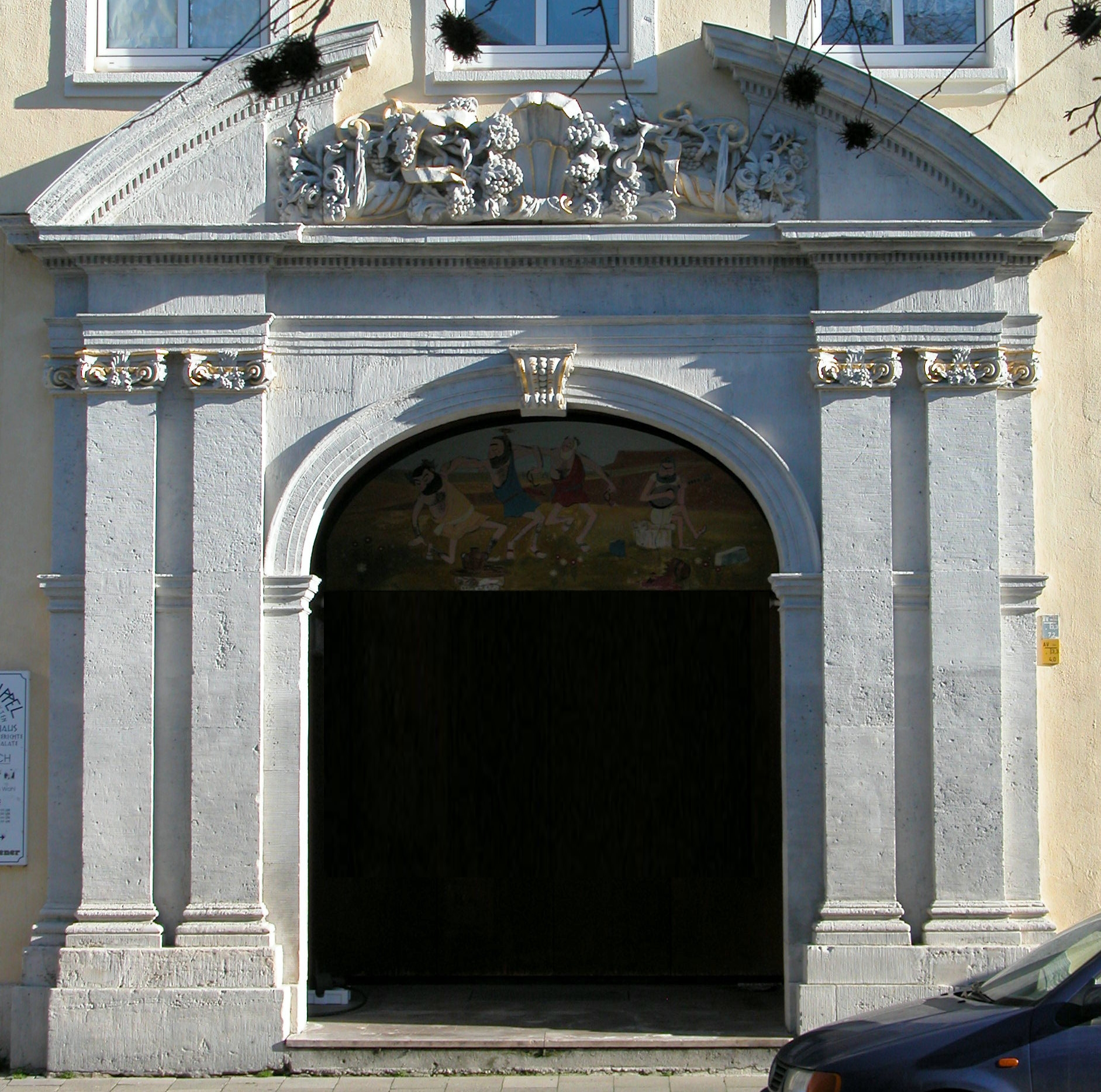
Breite Straße 18: Originalportal von 1713
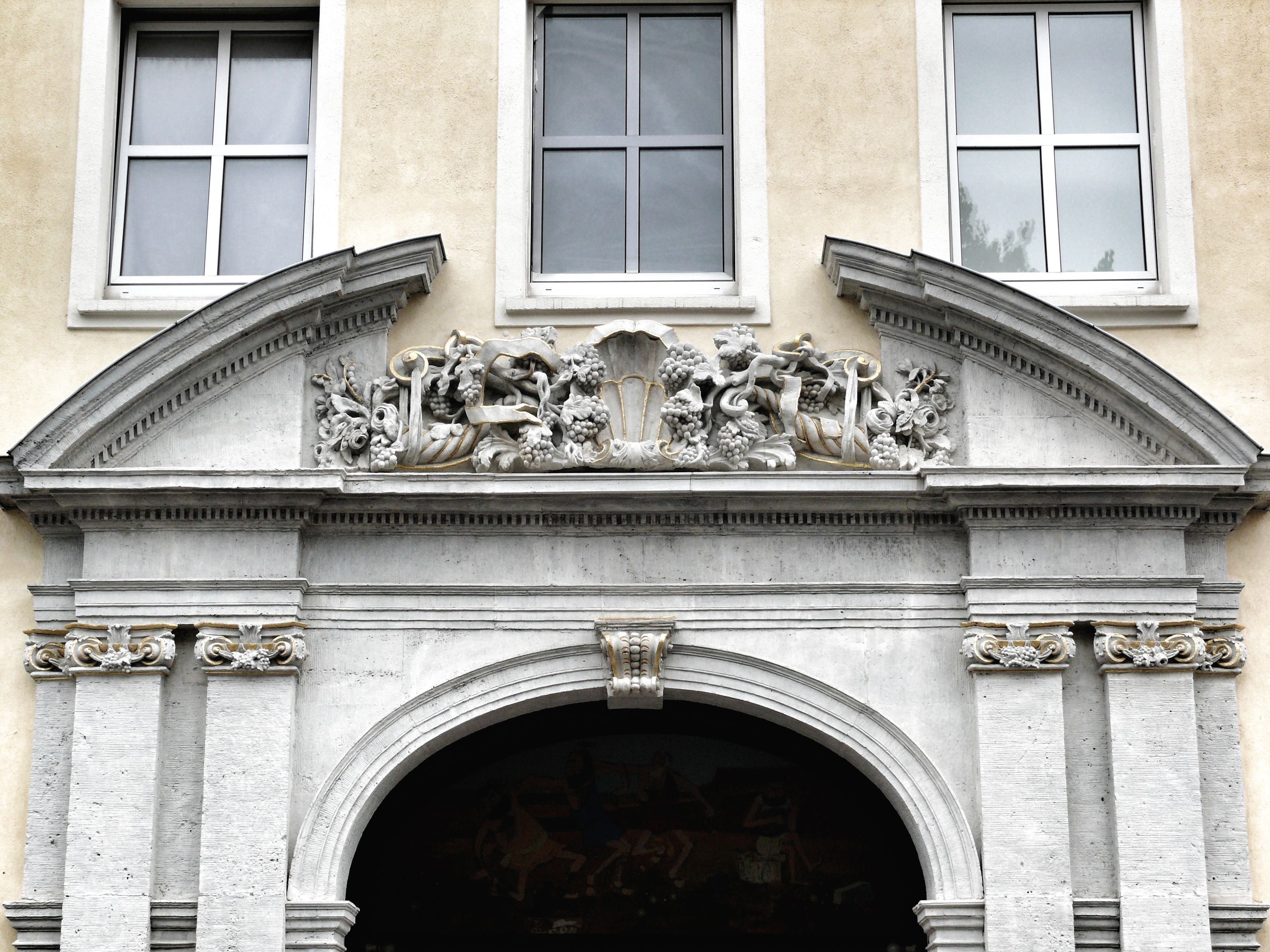
Haus Breite Straße 18, Detail des Portals
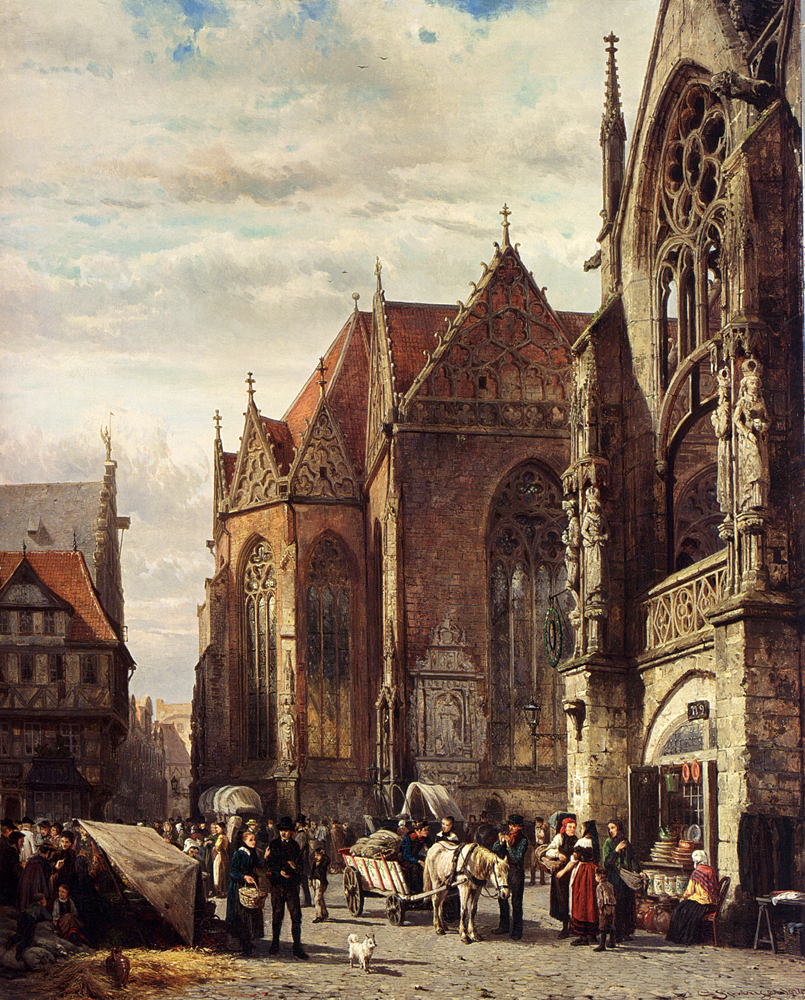
Blick von der Breiten Straße Richtung Süden auf den Altstadtmarkt und die Martinikirche, Gemälde von Cornelius Springer, 1874